# Supercopa de Italia 2021
La Supercopa de Italia 2021 (Supercoppa Italiana 2021 en italiano, y oficialmente Supercoppa Frecciarossa por motivos de patrocinio) fue la 34.ª edición de la Supercopa de Italia, que enfrentó al ganador de la Serie A 2020-21, el Inter de Milán, contra el campeón de la Copa Italia 2020-21, la Juventus de Turín. El 11 de noviembre sería anunciado que el partido se jugaría el 12 de enero de 2022 en el Estadio de Fútbol San Siro de Milán.
El Inter de Milán finalmente ganaría el partido 2:1 durante el tiempo suplementario, consiguiendo así su sexto título de la Supercopa de Italia. (Todo esto se decidió en el tiempo de descuento de la prórroga) [120+1]

## Equipos participantes
| Internazionale |  |  |  | Campeón de la Serie A 2020-21     |
| Juventus       |  |  |  | Campeón de la Copa Italia 2020-21 |

## Partido (Final)

### Ficha
| 1     | POR   | Samir Handanovič   |      |
| 37    | DEF   | Milan Škriniar     |      |
| 6     | DEF   | Stefan de Vrij     |      |
| 95    | DEF   | Alessandro Bastoni |      |
| 2     | MED   | Denzel Dumfries    | 89'  |
| 23    | MED   | Nicolò Barella     | 89'  |
| 77    | MED   | Marcelo Brozović   |      |
| 20    | MED   | Hakan Çalhanoğlu   |      |
| 14    | MED   | Ivan Perišić       | 100' |
| 9     | DEL   | Edin Džeko         | 75'  |
| 10    | DEL   | Lautaro Martínez   | 75'  |
| D. T. | D. T. | Simone Inzaghi     |      |

| 36    | POR   | Mattia Perin          |     |
| 2     | DEF   | Mattia De Sciglio     |     |
| 24    | DEF   | Daniele Rugani        |     |
| 3     | DEF   | Giorgio Chiellini     |     |
| 12    | DEF   | Alex Sandro           |     |
| 14    | MED   | Weston McKennie       |     |
| 27    | MED   | Manuel Locatelli      | 91' |
| 25    | MED   | Adrien Rabiot         |     |
| 44    | DEL   | Dejan Kulusevski      | 74' |
| 9     | DEL   | Álvaro Morata         | 88' |
| 20    | DEL   | Federico Bernardeschi | 79' |
| D. T. | D. T. | Massimiliano Allegri  |     |

| 19 | DEL | Joaquín Correa   | 75'  |
| 7  | DEL | Alexis Sánchez   | 75'  |
| 22 | MED | Arturo Vidal     | 89'  |
| 36 | DEF | Matteo Darmian   | 89'  |
| 32 | DEF | Federico Dimarco | 100' |

| 10 | DEL | Paulo Dybala      | 74' |
| 5  | MED | Arthur Melo       | 79' |
| 18 | DEL | Moise Kean        | 88' |
| 30 | MED | Rodrigo Bentancur | 91' |

| 35' · 120+1' | Lautaro Martínez Alexis Sánchez | 1:1 2:1 |

| 25' | Weston McKennie | 0:1 |

| 60' · 106' · 118' · 120+2' | Edin Džeko Joaquín Correa Arturo Vidal Alexis Sánchez |

| 43' · 105' · 109' | Federico Bernardeschi Paulo Dybala Daniele Rugani |

| Principal  | Daniele Doveri  |
| Asistentes | Daniele Bindoni |
|            | David Imperiale |
| Cuarto     | Michael Fabbri  |
| Quinto     | Salvatore Longo |

| VAR            | Paolo Mazzoleni  |
| Asistentes VAR | Sergio Ranghetti |

|                    | [[Archivo:\|border\|30px]] | [[Archivo:\|border\|30px]] |
| Tiros              | 22                         | 8                          |
| Tiros a puerta     | 5                          | 2                          |
| Faltas             | 17                         | 16                         |
| Saques de esquina  | 7                          | 2                          |
| Fueras de juego    | 0                          | 0                          |
| Posesión del balón | 63%                        | 37%                        |

| Alineación inicial |

| 1     | POR   | Samir Handanovič   |      |
| 37    | DEF   | Milan Škriniar     |      |
| 6     | DEF   | Stefan de Vrij     |      |
| 95    | DEF   | Alessandro Bastoni |      |
| 2     | MED   | Denzel Dumfries    | 89'  |
| 23    | MED   | Nicolò Barella     | 89'  |
| 77    | MED   | Marcelo Brozović   |      |
| 20    | MED   | Hakan Çalhanoğlu   |      |
| 14    | MED   | Ivan Perišić       | 100' |
| 9     | DEL   | Edin Džeko         | 75'  |
| 10    | DEL   | Lautaro Martínez   | 75'  |
| D. T. | D. T. | Simone Inzaghi     |      |

| 36    | POR   | Mattia Perin          |     |
| 2     | DEF   | Mattia De Sciglio     |     |
| 24    | DEF   | Daniele Rugani        |     |
| 3     | DEF   | Giorgio Chiellini     |     |
| 12    | DEF   | Alex Sandro           |     |
| 14    | MED   | Weston McKennie       |     |
| 27    | MED   | Manuel Locatelli      | 91' |
| 25    | MED   | Adrien Rabiot         |     |
| 44    | DEL   | Dejan Kulusevski      | 74' |
| 9     | DEL   | Álvaro Morata         | 88' |
| 20    | DEL   | Federico Bernardeschi | 79' |
| D. T. | D. T. | Massimiliano Allegri  |     |

| 19 | DEL | Joaquín Correa   | 75'  |
| 7  | DEL | Alexis Sánchez   | 75'  |
| 22 | MED | Arturo Vidal     | 89'  |
| 36 | DEF | Matteo Darmian   | 89'  |
| 32 | DEF | Federico Dimarco | 100' |

| 10 | DEL | Paulo Dybala      | 74' |
| 5  | MED | Arthur Melo       | 79' |
| 18 | DEL | Moise Kean        | 88' |
| 30 | MED | Rodrigo Bentancur | 91' |

| 35' · 120+1' | Lautaro Martínez Alexis Sánchez | 1:1 2:1 |

| 25' | Weston McKennie | 0:1 |

| 60' · 106' · 118' · 120+2' | Edin Džeko Joaquín Correa Arturo Vidal Alexis Sánchez |

| 43' · 105' · 109' | Federico Bernardeschi Paulo Dybala Daniele Rugani |

| Principal  | Daniele Doveri  |
| Asistentes | Daniele Bindoni |
|            | David Imperiale |
| Cuarto     | Michael Fabbri  |
| Quinto     | Salvatore Longo |

| VAR            | Paolo Mazzoleni  |
| Asistentes VAR | Sergio Ranghetti |

|                    | [[Archivo:\|border\|30px]] | [[Archivo:\|border\|30px]] |
| Tiros              | 22                         | 8                          |
| Tiros a puerta     | 5                          | 2                          |
| Faltas             | 17                         | 16                         |
| Saques de esquina  | 7                          | 2                          |
| Fueras de juego    | 0                          | 0                          |
| Posesión del balón | 63%                        | 37%                        |

| Alineación inicial |

| 1     | POR   | Samir Handanovič   |      |
| 37    | DEF   | Milan Škriniar     |      |
| 6     | DEF   | Stefan de Vrij     |      |
| 95    | DEF   | Alessandro Bastoni |      |
| 2     | MED   | Denzel Dumfries    | 89'  |
| 23    | MED   | Nicolò Barella     | 89'  |
| 77    | MED   | Marcelo Brozović   |      |
| 20    | MED   | Hakan Çalhanoğlu   |      |
| 14    | MED   | Ivan Perišić       | 100' |
| 9     | DEL   | Edin Džeko         | 75'  |
| 10    | DEL   | Lautaro Martínez   | 75'  |
| D. T. | D. T. | Simone Inzaghi     |      |

| 36    | POR   | Mattia Perin          |     |
| 2     | DEF   | Mattia De Sciglio     |     |
| 24    | DEF   | Daniele Rugani        |     |
| 3     | DEF   | Giorgio Chiellini     |     |
| 12    | DEF   | Alex Sandro           |     |
| 14    | MED   | Weston McKennie       |     |
| 27    | MED   | Manuel Locatelli      | 91' |
| 25    | MED   | Adrien Rabiot         |     |
| 44    | DEL   | Dejan Kulusevski      | 74' |
| 9     | DEL   | Álvaro Morata         | 88' |
| 20    | DEL   | Federico Bernardeschi | 79' |
| D. T. | D. T. | Massimiliano Allegri  |     |

| 19 | DEL | Joaquín Correa   | 75'  |
| 7  | DEL | Alexis Sánchez   | 75'  |
| 22 | MED | Arturo Vidal     | 89'  |
| 36 | DEF | Matteo Darmian   | 89'  |
| 32 | DEF | Federico Dimarco | 100' |

| 10 | DEL | Paulo Dybala      | 74' |
| 5  | MED | Arthur Melo       | 79' |
| 18 | DEL | Moise Kean        | 88' |
| 30 | MED | Rodrigo Bentancur | 91' |

| 35' · 120+1' | Lautaro Martínez Alexis Sánchez | 1:1 2:1 |

| 25' | Weston McKennie | 0:1 |

| 60' · 106' · 118' · 120+2' | Edin Džeko Joaquín Correa Arturo Vidal Alexis Sánchez |

| 43' · 105' · 109' | Federico Bernardeschi Paulo Dybala Daniele Rugani |

| Principal  | Daniele Doveri  |
| Asistentes | Daniele Bindoni |
|            | David Imperiale |
| Cuarto     | Michael Fabbri  |
| Quinto     | Salvatore Longo |

| VAR            | Paolo Mazzoleni  |
| Asistentes VAR | Sergio Ranghetti |

|                    | [[Archivo:\|border\|30px]] | [[Archivo:\|border\|30px]] |
| Tiros              | 22                         | 8                          |
| Tiros a puerta     | 5                          | 2                          |
| Faltas             | 17                         | 16                         |
| Saques de esquina  | 7                          | 2                          |
| Fueras de juego    | 0                          | 0                          |
| Posesión del balón | 63%                        | 37%                        |

| Alineación inicial |

| 1     | POR   | Samir Handanovič   |      |
| 37    | DEF   | Milan Škriniar     |      |
| 6     | DEF   | Stefan de Vrij     |      |
| 95    | DEF   | Alessandro Bastoni |      |
| 2     | MED   | Denzel Dumfries    | 89'  |
| 23    | MED   | Nicolò Barella     | 89'  |
| 77    | MED   | Marcelo Brozović   |      |
| 20    | MED   | Hakan Çalhanoğlu   |      |
| 14    | MED   | Ivan Perišić       | 100' |
| 9     | DEL   | Edin Džeko         | 75'  |
| 10    | DEL   | Lautaro Martínez   | 75'  |
| D. T. | D. T. | Simone Inzaghi     |      |

| 36    | POR   | Mattia Perin          |     |
| 2     | DEF   | Mattia De Sciglio     |     |
| 24    | DEF   | Daniele Rugani        |     |
| 3     | DEF   | Giorgio Chiellini     |     |
| 12    | DEF   | Alex Sandro           |     |
| 14    | MED   | Weston McKennie       |     |
| 27    | MED   | Manuel Locatelli      | 91' |
| 25    | MED   | Adrien Rabiot         |     |
| 44    | DEL   | Dejan Kulusevski      | 74' |
| 9     | DEL   | Álvaro Morata         | 88' |
| 20    | DEL   | Federico Bernardeschi | 79' |
| D. T. | D. T. | Massimiliano Allegri  |     |

| 19 | DEL | Joaquín Correa   | 75'  |
| 7  | DEL | Alexis Sánchez   | 75'  |
| 22 | MED | Arturo Vidal     | 89'  |
| 36 | DEF | Matteo Darmian   | 89'  |
| 32 | DEF | Federico Dimarco | 100' |

| 10 | DEL | Paulo Dybala      | 74' |
| 5  | MED | Arthur Melo       | 79' |
| 18 | DEL | Moise Kean        | 88' |
| 30 | MED | Rodrigo Bentancur | 91' |

| 35' · 120+1' | Lautaro Martínez Alexis Sánchez | 1:1 2:1 |

| 25' | Weston McKennie | 0:1 |

| 60' · 106' · 118' · 120+2' | Edin Džeko Joaquín Correa Arturo Vidal Alexis Sánchez |

| 43' · 105' · 109' | Federico Bernardeschi Paulo Dybala Daniele Rugani |

| Principal  | Daniele Doveri  |
| Asistentes | Daniele Bindoni |
|            | David Imperiale |
| Cuarto     | Michael Fabbri  |
| Quinto     | Salvatore Longo |

| VAR            | Paolo Mazzoleni  |
| Asistentes VAR | Sergio Ranghetti |

|                    | [[Archivo:\|border\|30px]] | [[Archivo:\|border\|30px]] |
| Tiros              | 22                         | 8                          |
| Tiros a puerta     | 5                          | 2                          |
| Faltas             | 17                         | 16                         |
| Saques de esquina  | 7                          | 2                          |
| Fueras de juego    | 0                          | 0                          |
| Posesión del balón | 63%                        | 37%                        |

| Alineación inicial |

| Supercopa de Italia      |
|                          |
| Campeón                  |
| Internazionale 6° título |